# Прямые инвестиции
Прямы́е инвести́ции — вложения (инвестиции) денежных средств в материальное производство и сбыт с целью участия в управлении предприятием или компанией, в которые вкладываются деньги, и получения дохода от участия в их деятельности (прямые инвестиции обеспечивают обладание контрольным пакетом акций).
В соответствии с принятой международной классификацией иностранных инвестиций, к прямым инвестициям относятся инвестиции, в результате которых инвестор получает долю в уставном капитале предприятия не менее 10 %. Приобретение доли в капитале предприятия не менее этой величины даёт возможность непосредственно участвовать в управлении предприятием, в частности иметь своего представителя в совете директоров. Прямые инвестиции позволяют непосредственно влиять на проинвестированный бизнес. В современном мире прослеживается тенденция к увеличению объёма именно прямых инвестиций и сокращению портфельных.
Прямые инвестиции обычно осуществляются через фонды Private Equity (фонды прямых инвестиций) — специализированные компании, имеющие обязательства своих «подписчиков» перечислять заранее согласованные суммы денег в случае одобрения фондом тех или иных сделок. Интерес подписчика заключается в получении прибыли после закрытия фонда через 3—5 лет после создания за счёт продажи всех проинвестированных компаний стратегическим инвесторам или другим фондам.

## Виды прямых инвестиций
Прямые иностранные инвестиции делятся на исходящие, то есть прямые инвестиции, осуществлённые субъектами данной страны за рубежом, и входящие, то есть прямые инвестиции, осуществлённые иностранными инвесторами в данной стране. 
Соотношение входящих и исходящих инвестиций показывает международную инвестиционную позицию страны. Например, данные по США показывают, что эта страна является нетто-экспортёром прямых инвестиций, то есть объём инвестиций, вложенных американскими компаниями за рубежом, превышает объём инвестиций иностранных компаний в США.
| Период  | Исходящие прямые иностранные инвестиции | Входящие прямые иностранные инвестиции | Баланс          |
| ------- | --------------------------------------- | -------------------------------------- | --------------- |
| 1960-69 | $ 42,18 млрд                            | $ 5,13 млрд                            | + $ 37,04 млрд  |
| 1970-79 | $ 122,72 млрд                           | $ 40,79 млрд                           | + $ 81,93 млрд  |
| 1980-89 | $ 206.27 млрд                           | $ 329.23 млрд                          | - $ 122.96 млрд |
| 1990-99 | $ 950.47 млрд                           | $ 907.34 млрд                          | + $ 43.13 млрд  |
| 2000-07 | $ 1,629.05 млрд                         | $ 1,421.31 млрд                        | + $ 207.74 млрд |
| Итого   | $ 2,950.69 млрд                         | $ 2,703.81 млрд                        | + $ 246.88 млрд |

## Примечание
1. ↑  Федеральный закон от 9 июля 1999 г. N 160-ФЗ «Об иностранных инвестициях в Российской Федерации». Дата обращения: 9 марта 2013. Архивировано 4 марта 2016 года.
2. ↑  Инвестиции Архивная копия от 8 марта 2013 на Wayback Machine — Гипермаркет знаний
3. ↑  Архивированная копия. Дата обращения: 15 июля 2009. Архивировано из оригинала 13 августа 2009 года.